# Linser
 For alternative betydninger, se Linse. (Se også artikler, som begynder med Linse)
Linser er frø, der stammer fra en dyrket sort af urten Ægte Linse, der tilhører ærteblomstfamilien. Urten har været dyrket i flere tusinde år for sine linseformede frø. Der findes en stor mangfoldighed af sorter, som alle er proteinrige.

## Anvendelse
Linser er en af grundpillerne i det indiske køkken, hvor det kaldes dal.
I modsætning til andre tørrede bælgfrugter har linser kort kogetid (fra 15 til 40 minutter), og de behøver ikke at sættes i blød. Større linsetyper, som grønne linser, kan dog med fordel ligge i blød i nogle timer, hvilket vil reducere kogetiden med 10 minutter.